# Física aristotèlica

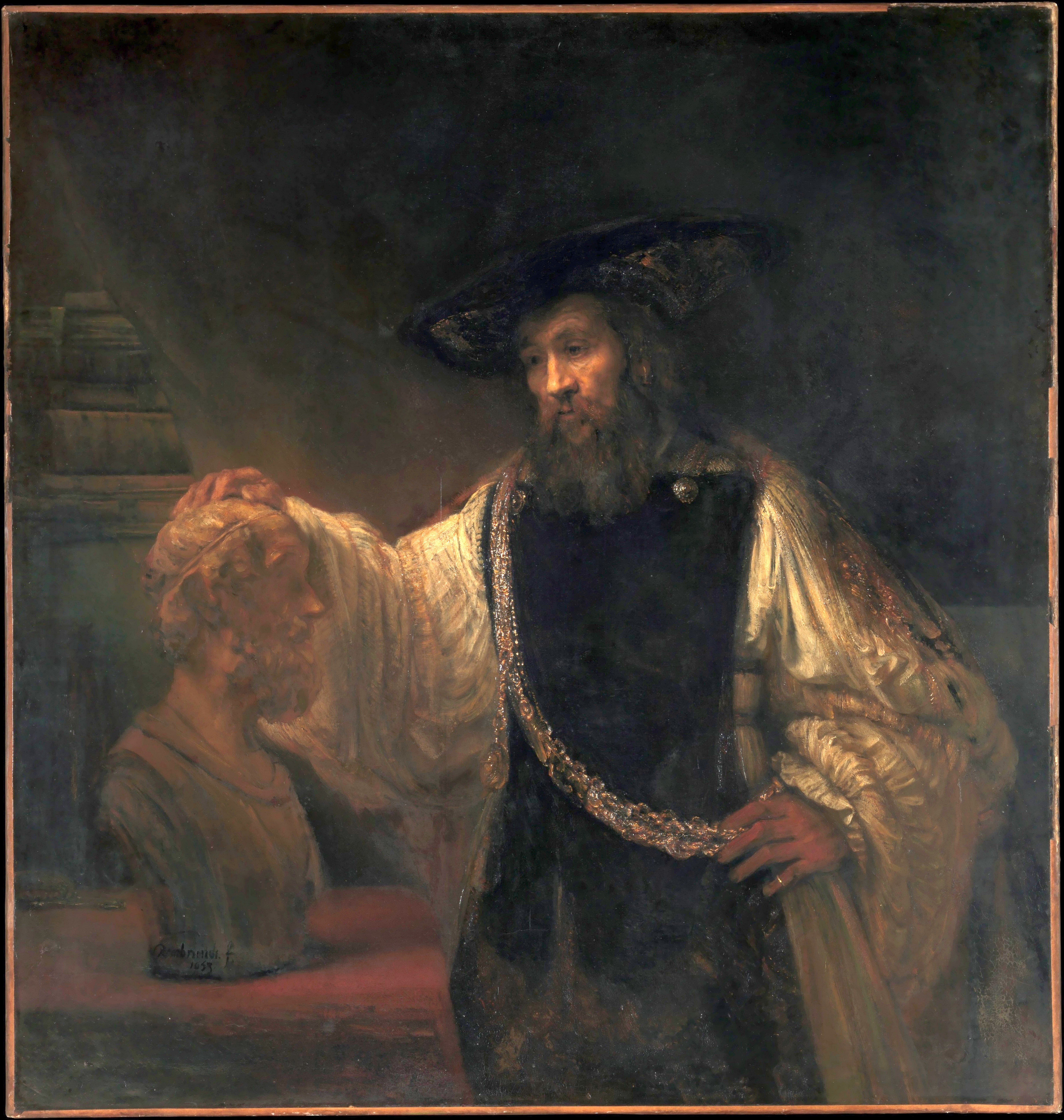
El filòsof Aristòtil, representat en una pintura de Rembrandt.

Anomenem física aristotèlica a les moltes teories sobre la naturalesa de la física que va desenvolupar el filòsof grec Aristòtil (384 aC – 322 aC). Aquestes teories van comprendre el que Aristòtil va descriure com els quatre elements. Es va referir amb gran detall a les relacions entre aquests elements, a la seva dinàmica, com és que van impactar sobre la Terra i com van ser, en molts casos, atrets entre si per forces desconegudes.

## Conceptes
Aristòtil va ensenyar que els elements a partir dels quals es va formar la Terra van ser distints dels quals van formar el cel i l'espai sideral. També va ensenyar que la dinàmica està principalment determinada per les característiques i naturalesa de les substàncies de les quals està format l'objecte que es desplaça.

### Principis fonamentals
1. Llocs naturals: cada element voldria estar en una posició distinta relativa al centre de la Terra, que també és el centre de l'univers.
2. Gravetat/levitat: per a assolir aquesta posició, els objectes senten una força cap amunt o cap avall.
3. Moviment rectilini: un moviment com resposta a aquesta força és en una línia directa a una velocitat constant.
4. Relació entre la velocitat i la densitat: la velocitat és inversament proporcional a la densitat del mitjà.
5. El buit és impossible: el moviment en un buit és infinitament ràpid.
6. L'èter que tot ho impregna: tots punts de l'espai estan plens amb matèria.
7. Univers infinit: l'espai no pot tenir una frontera.
8. Teoria del continu: existeix un buit entre els àtoms, pel qual la matèria no pot ser atòmica.
9. Cinquena essència: els objectes per sobre de la Terra no estan formats de matèria terrenal.
10. Cosmos incorruptible i etern: el Sol i els planetes són esferes perfectes, i no canvien.
11. Moviment circular: els planetes es mouen en un moviment circular perfecte.

Els principis d'Aristòtil podien explicar molts dels fenòmens que ens envolten, per exemple la caiguda dels cossos, la sedimentació estratificada en una mescla heterogènia o el moviment aproximat d'alguns astres. No obstant això, tenia moltes anomalies. És a dir, hi havia fets que entraven en contradicció directa amb els seus principis, com la retrogradació dels planetes, o el moviment d'un cos en caiguda lliure. A més, la física d'Aristòtil no era precisa ni tant predictiva com les teories de la física clàssica que les desbancaren en el canvi de paradigma. Això era degut a que la física clàssica tenia un grau alt de formalització matemàtica i experimentació mentre que la física aristotèlica, en canvi, coixejava en ambdós àmbits i es basava en la dialèctica.

### Elements
Aristòtil creia que la Terra estava formada per la combinació de quatre elements o compostos bàsics: l'aigua, la terra, el foc i l'aire. [a]
També va sostenir que tots els cels, i cada partícula de matèria en l'univers, estaven formats d'un cinquè element i que ell va anomenar éter, el qual se suposava que no tenia pes i era "incorruptible". A l'éter també l'anomenava quintessència - és a dir la "cinquena substància".

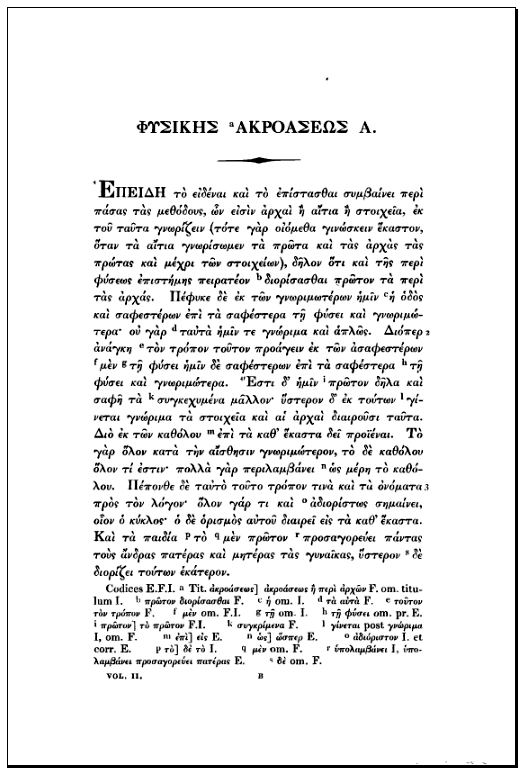
Pàgina de l'edició de 1837 del llibre Física, escrit per Aristòtil i que tractava sobre diversos temes com la filosofia i la física.

Es considerava que les substàncies pesades tals com el ferro i els metalls estaven principalment formades pel "element" terra, amb una quantitat reduïda dels altres elements. Se sostenia que altres objectes, més lleugers i/o densos eren menys terrens i, per tant, estaven composts amb major proporció dels altres elements.
Els humans, segons Aristòtil, estaven constituïts d'una combinació de totes les substàncies, amb l'excepció de l'èter, però cada persona tenia una proporció diferent dels elements que era única per a cada persona, és a dir no hi havia una quantitat predefinida de cada substància en el cos humà.

### Dinàmica
Aristòtil sostenia que cadascun dels quatre elements que formen el món, posseïxen afinitat entre si i, per tant, tenen una tendència a aglutinar-se, i que solament era possible evitar aquesta tendència mitjançant l'acció d'alguna força que se'ls oposés, ja que la tendència és tan natural com el fet que dos imants es repel·leixin, o que la pluja caigui des del cel. Per exemple, atès que el fum està principalment format d'aire, és natural que s'elevi per a posar-se en contacte amb l'aire que forma el cel. Ell també era de l'opinió que els objectes i la matèria solament es podien desplaçar sempre que una forma d'energia els estigués empenyent cap a una direcció donada. Per tant, si s'eliminessin totes les forces que s'apliquen sobre la Terra llavors el moviment no es produiria. Aquesta idea tenia errades que ja van ser indicades en l'època en la qual es va formular el concepte. Molta gent posava en dubte aquesta idea, preguntant com era que un objecte com una sageta podia seguir movent-se cap endavant una vegada que havia deixat enrere l'impuls que li havia transferit la corda de l'arc. Aristòtil va proposar la idea que les sagetes i altres objectes creaven una espècie de buit en la seva part posterior que resultava en una força que els desplaçava cap endavant, la qual cosa era consistent amb la seva interpretació del moviment com una interacció de l'objecte que es desplaça i el mitjà a través del qual es mou. Atès que el moviment turbulent de l'aire en proximitats d'una sageta és summament complex, i encara no era comprès, tota discrepància entre la teoria i la realitat podia ser camuflada de forma elegant.
Atès que Aristòtil col·locava al mitjà en el centre de la seva teoria del moviment, ell no podia comprendre les idees del buit que eren bàsiques per a la teoria atòmica de Demòcrit. Un buit és un espai que no conté res, i atès que Aristòtil asseverava que el moviment requereix un mitjà, ell concloïa que el buit era una idea incomprensible. Aristòtil creia que el moviment d'un objecte és inversament proporcional a la densitat del mitjà. Com més lleuger és el mitjà, més ràpid serà el moviment. Si un objecte es mogués en el buit, Aristòtil creia que havia de desplaçar-se de forma infinitament ràpida, de forma tal que la matèria emplenés tot espai buit en l'instant que es produïx.

### Gravetat
La teoria d'Aristòtil sobre la gravetat especificava que tots els cossos es mouen cap al seu lloc natural. Aristòtil deia que per a alguns cossos el seu lloc natural era el centre de la Terra, i per això és que queien cap a ell. Per a altres objectes, el seu lloc natural eren les esferes celestes, per això, per exemple, els gasos i el vapor s'allunyaven del centre de la Terra i es movien cap al cel i la Lluna. Es pensava que la velocitat d'aquest moviment era proporcional a la massa de l'objecte.

## Crítiques durant l'edat mitjana
El primer a modificar i criticar, durant l'edat mitjana, la teoria de gravetat d'Aristòtil va ser Joan Filopò i posteriorment van procedir d'igual manera diversos físics musulmans. Abu-Jàfar Muhàmmad ibn Mussa ibn Xàkir (800-873) un dels fills de Mussa (Banu Mussa) va escriure el Moviment Astral i La Força d'Atracció, on descriu que existeix una força d'atracció entre els cossos celestes, anticipant el que seria la llei de gravitació universal de Newton.
Alhazen (965-1039) també es va ocupar de discutir la teoria d'atracció entre diverses masses, i sembla que ell estava al corrent de la magnitud de l'acceleració produïda per la gravetat i havia descobert que els cossos celestes "obeïen les lleis de la física". Al-Biruní (973-1048) va ser el primer a descobrir que l'acceleració es troba associada a un moviment no uniforme, el que és part de la segona llei de moviment de Newton. Durant el seu debat amb Avicenna, Al-Biruni també va criticar la teoria de la gravetat d'Aristòtil perquè negava l'existència de la levitat o gravetat en les esferes celestes i pel seu concepte que el moviment circular era una propietat innata dels cossos celestes.
En 1121, Al-Khaziní, en El llibre del Balanç de la Saviesa, va proposar que la gravetat i l'energia potencial gravitatòria d'un cos varien depenenent de la seva distància al centre de la Terra. Abu-l-Barakat (1080-1165) va escriure una crítica a la física d'Aristòtil titulada al-Mutabar, on va negar la idea d'Aristòtil sobre que una força constant produïx un moviment uniforme, ja que Abu-l-Barakat es va adonar que una força aplicada de forma contínua produïx una acceleració, una llei fonamental de la mecànica clàssica i un avenç del que seria la segona llei de moviment de Newton. En forma similar a Newton, va descriure l'acceleració com el ritme de canvi de la velocitat.
Durant el segle xiv, Jean Buridan va desenvolupar la teoria de l'ímpetu, basant-se en la teoria de mayl d'Avicenna i el treball de Joan Filopò, com una manera de trobar una alternativa a la teoria del moviment d'Aristòtil. La teoria de l'ímpetu va ser una precursora dels conceptes d'inèrcia i moment que serien enunciats posteriorment per la mecànica clàssica.
En el segle xvi, Al-Birjandí va discutir la possibilitat de la rotació de la Terra. En la seva anàlisi del que succeiria si la Terra estigués girant va desenvolupar una hipòtesi similar a la idea d'"inèrcia circular" de Galileo Galilei, la qual es descriu en la següent prova o assaig:
| « | "La pedra petita o gran caurà cap a la Terra al llarg d'una línia que és perpendicular al plànol (sath) de l'horitzó; això es verifica mitjançant l'experiència (tajriba). I aquesta perpendicular s'eleva sobre el punt de la tangent de l'esfera de la Terra i el plànol del (hissi) horitzó percebut. Aquest punt es desplaça juntament amb el moviment de la Terra i, per tant, no existirà diferència quant al lloc que cauran les dues pedres." | » |

## Història
El regnat dels conceptes físics d'Aristòtil va durar gairebé dos mil·lennis, i va ser la primera teoria especulativa de la física de la qual es té coneixement. Després dels treballs d'Alhazen, Avicenna, Avempace, Abu-l-Barakat, Jean Buridan, Galileu, Descartes, Isaac Newton, i molts altres, es va acceptar que la física d'Aristòtil no era correcta o viable. Així i tot, la física d'Aristòtil va ser capaç de sobreviure fins al segle xvii, i probablement més, ja que encara era ensenyada en les universitats de l'època. El model de física d'Aristòtil va ser el principal impediment acadèmic per a la creació de la ciència de la física molt després que Aristòtil hagués mort.
A Europa, la teoria d'Aristòtil va ser desacreditada per primera vegada de forma convincent pels treballs de Galileo Galilei. Utilitzant un telescopi, Galileu va observar que la lluna no era completament llisa, però que en canvi tenia cràters i muntanyes, contradient la idea d'Aristòtil d'una lluna perfectament llisa i incorruptible. Galileu també va criticar aquest concepte des d'un punt de vista teòric – una lluna perfectament llisa reflectiria la llum de forma desparella com una bola de billar polida, pel que les vores del disc lunar haurien de tenir una lluentor distinta del d'un punt que un plànol tangent reflecteixi la llum solar directament cap als nostres ulls. Una lluna rugosa en canvi reflectiria en forma similar en totes direccions, produint un disc amb una lluentor parella que és exactament el que observem. Galileu també va descobrir que Júpiter té satèl·lits, objectes que giren al voltant d'un cos a més de la Terra. Va observar que Venus té fases, demostrant de forma concloent que Venus, i per afegiment Mercuri, viatgen en una òrbita al voltant del Sol, i no al voltant de la Terra.
Segons la llegenda, Galileu va deixar caure boles de distintes densitats des de la Torre de Pisa i va descobrir que totes queien a la mateixa velocitat sense importar el seu pes. Addicionalment va dur a terme experiments quantitatius fent rodar boles per un plànol inclinat, una forma de caiguda que és prou lenta com per a ser mesurada sense necessitat de recórrer a instruments sofisticats.
Atès que Aristòtil no creia que es poguera descriure un moviment sense comptar amb un mitjà que ho envoltés, ell no va poder incorporar en les seves anàlisis la resistència de l'aire com un factor addicional. Un cos més pesat cau més ràpid que un lleuger de la mateixa forma en un mitjà dens com l'aigua, i això va conduir a Aristòtil a especular que el ritme de caiguda és proporcional a la massa i inversament proporcional a la densitat del mitjà. A partir de les seves experiències sobre la caiguda d'objectes en l'aigua, ell va concloure que l'aigua era unes deu vegades més densa que l'aire. No obstant això al pesar el volum de l'aire comprimit, Galileu va demostrar que les idees d'Aristòtil sobreestimaven la densitat de l'aire quaranta vegades. A partir dels seus experiments amb plànols inclinats, Galileu va arribar a la conclusió que tots els cossos cauen al mateix ritme si la fricció no és considerada.
Galileu també va treballar en el desenvolupament d'una explicació teòrica que donés suport a la seva conclusió. Es va preguntar si dos cossos de diferents masses i ritmes de descens es trobaven lligats caurien més ràpid o més lent perquè el conjunt era més pesat o perquè el cos més lleuger frenava al més pesat degut a la seva caiguda més lenta. L'única resposta convincent és que cap de les dues cau més ràpidament o lentament, ja que tots els sistemes cauen al mateix ritme.
Els seguidors d'Aristòtil sabien que el moviment de caiguda dels cossos no era uniforme, i que la velocitat augmentava amb el temps. Atès que el temps és una quantitat abstracta, els peripatètics van postular que la velocitat era proporcional a la distància recorreguda. Però Galileu va determinar experimentalment que la velocitat és proporcional amb el temps, i va donar així una explicació teòrica de per què la velocitat no podia ser proporcional a la distància. Utilitzant terminologia moderna, si el ritme de caiguda és proporcional a la distància, l'equació diferencial de la distància recorreguda i el temps transcorregut és:{\displaystyle {dy \over dt}=y}
amb la condició que {\displaystyle y(0)=0}.
Galileu va demostrar que aquest sistema romandria en {\displaystyle y=0} per un temps indefinit. Per altra banda si una pertorbació posava al sistema en moviment, l'objecte augmenta la seva velocitat de forma exponencial amb el temps, però no de forma quadràtica com indicaven els seus experiments.
Al juliol de 1971 en la superfície de la lluna, l'astronauta David Scott comandant de l'Apollo 15 va repetir el famós experiment de Galileu deixant caure una ploma i un martell simultàniament. En absència d'una atmosfera que oposés forces de fregament i aerodinàmiques, els dos objectes van caure i van impactar en la Lluna al mateix temps.
Isaac Newton mitjançant la seva llei de la gravitació universal va ser el primer a expressar en llenguatge matemàtic una teoria correcta de la gravetat. Segons aquesta teoria, tota massa és atreta per tota altra massa mitjançant una força que disminuïx amb el quadrat de la distància entre les dues masses. En 1915, la teoria de Newton va ser modificada, encara que no invalidada per Albert Einstein, qui va desenvolupar un nou marc de referència per a la gravetat, dintre de la seva teoria general de la relativitat.